# 월드 IT 쇼
월드 IT 쇼(World IT Show)는 대한민국에서 매년 개최하는 정보통신 박람회이다. 2009년부터 2013년까지는 서울특별시 코엑스에서 이루어졌으며 2014년에는 부산광역시 벡스코에서 잠깐 개최했으나 2015년부터 다시 코엑스에서 개최중이다.